# Georg M. Oswald

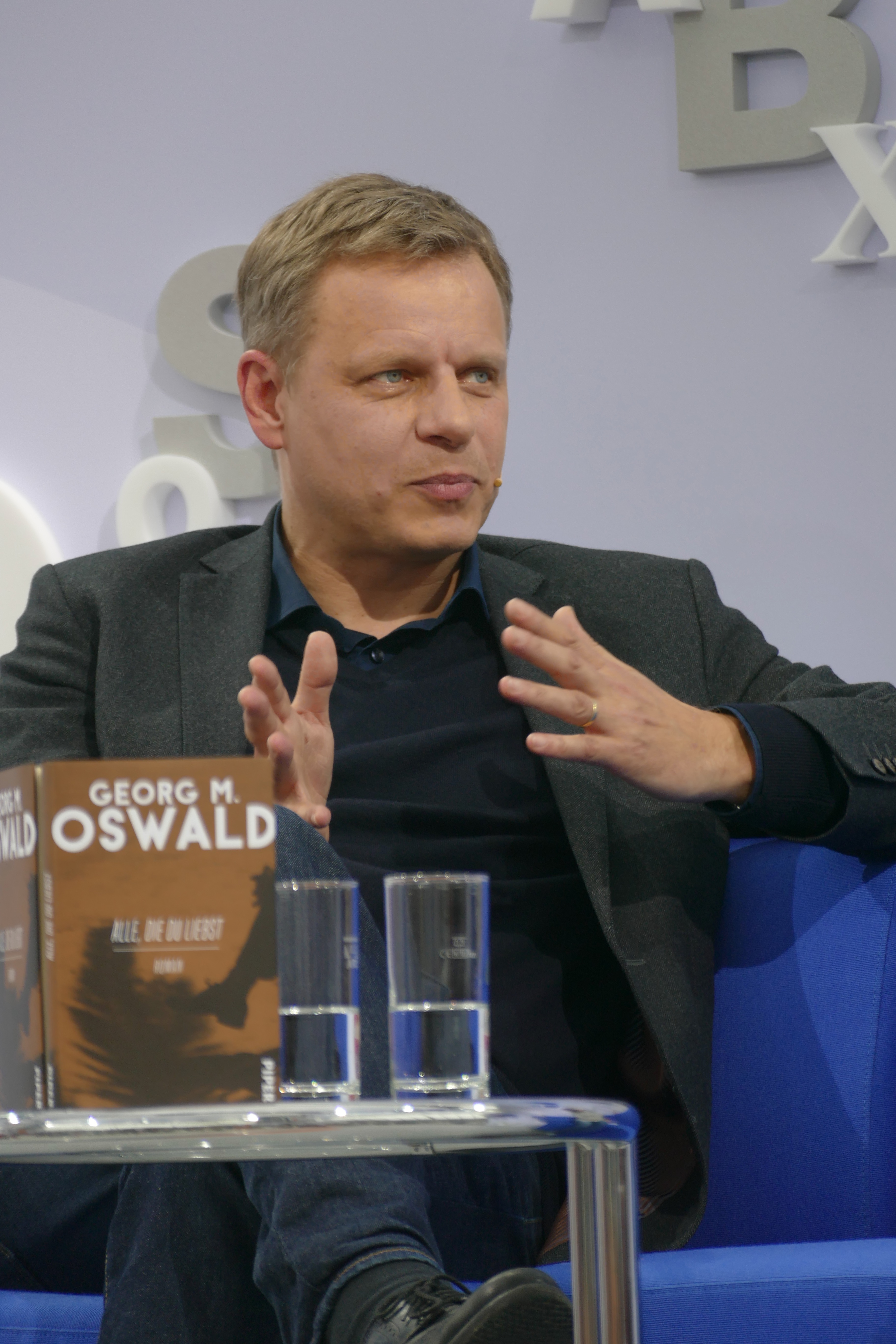
Georg M. Oswald, 2017

Georg M. Oswald (* 5. August 1963 in München) ist ein deutscher Schriftsteller und Jurist.

## Leben
Georg M. Oswald wuchs in Weßling bei München auf. Er studierte Jura an der Ludwig-Maximilians-Universität München. Nach dem Rechtsreferendariat am Landgericht München I legte er 1994 das Zweite Staatsexamen ab. Von 1994 bis 2020 praktizierte er als Rechtsanwalt in München.
Sein literarisches Debüt gab Oswald 1995 mit dem Erzählungsband Das Loch. Seither veröffentlichte er zahlreiche Essays und Artikel in Zeitschriften und Zeitungen wie Akzente, Süddeutsche Zeitung, Frankfurter Allgemeine Zeitung, Die Zeit sowie für das Nachtstudio und das Kulturjournal des Bayerischen Rundfunks.
In den Jahren 1995 und 2000 nahm er am Ingeborg-Bachmann-Preis in Klagenfurt teil.
2000 erschien sein vielbeachteter Roman Alles, was zählt,  mit dem er einem größeren Publikum bekannt wurde. Von 2001 bis 2007 moderierte er die Geschichten aus der Großen Stadt, eine literarische Bühne in der Münchner Kneipe Kilombo.
Von 2007 bis 2013 schrieb er die Kolumne Wie war dein Tag, Schatz? für die Frankfurter Allgemeine Zeitung.
Zusammen mit Juli Zeh übernahm Georg M. Oswald 2010 die Tübinger Poetikdozentur.
Von 2013 bis 2016 war Georg M. Oswald Leiter des Berlin Verlags. Seit Ende 2020 ist er Lektor im Carl Hanser Verlag.
Oswald war Mitglied der Bayerischen Akademie der Schönen Künste und ist Mitglied des PEN-Zentrums Deutschland und Gründungsmitglied des PEN Berlin.

## Werk
Sein literarisches Debüt gab Oswald 1995 mit dem Erzählungsband Das Loch. Neun Romane aus der Nachbarschaft. Darin skizziert er auf skurrile Weise das bürgerliche Leben in seiner bayerischen Heimat am Ende des Zweiten Weltkriegs. Walter Hinck (FAZ) erkennt in Oswalds Sprache „einen parodistischen Abstand zur eigenen Fachsprache“ und befindet: „Seine eigentliche Domäne ist aber die Familienfete, auf der er Klein- und Mittelstandsbürger zum humoristischen Arrangement zusammenführt“.
Der juristische Hintergrund Oswalds findet immer wieder Eingang in sein Schreiben. Das in der Juristerei gewonnene „kulturelle Kapital“ setzt er literarisch ein und um, z. B. indem er in „ästhetisch hoch artifiziellen Texte(n)“ von juristischen Dilemmata und „Ereignisse(n), die von Rechts wegen nicht erfasst werden können“, erzählt.
Dies gilt auch für seinen ersten Roman aus dem Jahr 1997. In Lichtenbergs Fall, im Stil eines juristischen Protokolls geschrieben, setzt sich der Autor mit dem Zustand des deutschen Justizsystems auseinander. In seinem Zentrum steht Carl Lichtenberg, der in Untersuchungshaft sitzt, weil er seine reiche Schwiegermutter ermordet haben soll. Lichtenberg will es nicht gewesen sein, ein Unschuldsengel ist er aber in keinem Fall – er hat sich kurz zuvor bankrott spekuliert. Oswald habe „das Society-Tableau im Profi-Griff, [...] die Satire rodelt über Abgründe“, urteilt Der Spiegel. Dieses Debüt sei „ein intelligentes, sarkastisches Vergnügen“.
Auch Party Boy von 1998 berührt ein juristisches Thema. Für den Roman hatte Oswald im Internet zu Amerikas meistgesuchtem Serienkiller Andrew Cunanan recherchiert. Diese Recherche geht teils direkt in den Roman über den Mord an einem Modedesigner in Miami ein. Der Spiegel lobt diese Herangehensweise als „neue Form des Internet-Romans“, ohne dass Oswald dabei eine weitere Angst-Vision vom Web als Tummelplatz für Mörder und Computer-Intelligenzen entwerfe. Volker Weidermann (für die Tageszeitung) sieht den Autor in seinem moralischen Anspruch in der Tradition Heinrich Bölls.
Im Jahr seiner Teilnahme am Ingeborg-Bachmann-Preis gelingt Georg M. Oswald sein literarischer Durchbruch mit dem Roman Alles, was zählt, der 2000 mit dem International Prize ausgezeichnet und in mehr als zehn Sprachen übersetzt wird. Der Roman handelt vom Scheitern eines Karrieristen in der strikt profitorientierten Wirtschaft zu Beginn des 21. Jahrhunderts, vom Abrutschen eines gescheiterten Bankers ins Gangstermilieu. Mitleidslos und präzise werde der Absturz des Protagonisten erzählt, so Volker Weidermann in der Tageszeitung. Oswald lege, so Der Spiegel, einen abgründigen Roman voller Lakonie und Zynismus vor.
Im Himmel von 2003 ist ein Adoleszenz-Roman, der am Starnberger See spielt. In ihm zeige Oswald – mit ironischer Distanz, aber ohne jede Abscheu – die Welt der Schönen und Neureichen in all ihrer inneren Leere, so die Frankfurter Allgemeine Zeitung. Der Roman handelt von Marcel, dem zwanzigjährigen Sohn eines Rechtsanwalts, der von seinen traumatisierenden letzten Sommerferien erzählt. Für Christoph Schröder (Frankfurter Rundschau, Die ZEIT) ist Im Himmel ein bitterböser Roman mit beunruhigender Wirkung, ein satirisches Panoptikum der wohlhabenden Asozialen und gleichzeitig eine elegante Breitseite gegen einen zynischen Geldadel.
„Die Verstrickungen von Geld, Justiz und Politik sind eines seiner Leib-und-Magen-Themen“, schreibt Rainer Moritz über Georg M. Oswald in der Neuen Zürcher Zeitung und findet dieses auch in Vom Geist der Gesetze von 2007 wieder. Dort trifft ein Reigen unterschiedlicher Charaktere aus verschiedenen Milieus nach einem Autounfall vor Gericht aufeinander; eine Reihe von Machtspielen beginnen. Ein wenig harmlos findet Hubert Winkels (Die ZEIT) den Roman, er habe aber viel Charme und Verve und ein cleveres Ende. Meike Feßmann (Tagesspiegel) liest ein „genaue(s) Porträt einer Gesellschaft, die längst nicht mehr nur nach den Gesetzen von Politik und Ökonomie funktioniert“ und bescheinigt Oswald, „informelle Regelkreise mit (...) Bravour“ zu beschreiben.
Mit Unter Feinden legt der Autor 2012 einen Thriller über scheiternde Integration und Drogen in einem Münchner Problembezirk vor. Der Roman wurde von Lars Becker für das ZDF unter demselben Titel verfilmt und am 15. November 2013 auf Arte ausgestrahlt. Für Hannes Hintermeier (Frankfurter Allgemeine Zeitung) handelt es sich um eine „Münchner Milieustudie vom Feinsten, die auch die Spannung nicht vernachlässigt“. Von der kleinen Drogenkriminalität bis zum internationalen Terrorismus ist laut Gustav Seibt von der Süddeutschen Zeitung alles dabei, Oswald erzähle eine sorgsam konstruierte Geschichte, randvoll mit gesellschaftlicher Wirklichkeit. Auch für Die ZEIT ist Unter Feinden ein brillanter Krimi, „kühl und klar“ an der Oberfläche – aber „darunter brodeln die sozialen Ungleichheiten“.
Nach 55 Gründe, Rechtsanwalt zu werden, in dem Oswald seinen Berufsstand porträtiert, erscheint 2017 sein jüngster Roman. Alle, die du liebst schildert den Absturz eines erfolgreichen Anwalts sowie ein Vater-Sohn-Drama, erzählt aus der „Arschlochperspektive“, die Oswald laut Christian Buß (Der Spiegel) meisterlich beherrscht. Ein geschiedener Jurist reist mit seiner neuen Freundin nach Afrika, um die Beziehung zu seinem dort lebenden Sohn zu kitten. Doch das gelingt nicht, und der Leser findet sich schnell in den „Untiefen zerrissener Familienbande“ wieder. Für Christoph Schröder (Süddeutsche Zeitung) ist Alle, die du liebst ein rasanter Roman, angereichert mit einer Menge zwielichtiger Figuren. Für Wolfgang Schneider (FAZ) besteht „sein Reiz (...) gerade in den vielen Unwägbarkeiten, so gefestigt und trocken realistisch der Ton des Romans daherkommt“. Oswald folge seiner „literarischen Passion“, „wohlhabende und erfolgreiche Männer ins Straucheln zu bringen“, „inszenier(e) das Vater-Sohn-Drama als Clash der Kulturen“ und gehe dabei „aufs Ganze“.
2018 wurde das Sachbuch Unsere Grundrechte. Welche wir haben, was sie bedeuten und wie wir sie schützen veröffentlicht. Darin erklärt und analysiert er die Grundrechte in verständlicher Sprache und zeigt ihre Relevanz für aktuelle politische und gesellschaftliche Diskurse. „Interventionistische Staatsbürgerschulung“ nennt Andreas Zielke in der Süddeutschen Zeitung das Genre, das Oswald für dieses Buch kreiere, und urteilt: „Gerade solche Bürger, die gegenwärtig das Abendland gegen die Zumutungen der Freiheit verteidigen wollen, können hier in ebenso unaufdringlicher wie selbstprüfender Manier erschließen, dass es das Abendland mit seiner genuinen Aufklärungstradition selbst ist, das sich in diesen Zumutungen spiegelt.“
Im Februar 2020 ist der Roman Vorleben erschienen. Er behandelt die verführerische Macht des Zweifelns und stellt die Frage, inwieweit man jemanden verdächtigen kann, den man liebt. Laut der Süddeutschen Zeitung handelt es sich um einen „Krimi, den man dringend zu Ende lesen möchte“, für Stefan Maelck vom NDR erzählt Oswald „dicht und poetisch, spannend und geheimnisvoll zugleich“.
Oswald meldet sich immer wieder in kulturpolitischen Debatten zu Wort, so zum Beispiel im Zusammenhang mit dem Esra-Urteil des Bundesverfassungsgerichts und bei der Debatte um den Auftritt rechter Verlage auf Buchmessen.

## Auszeichnungen (Auswahl)
- 1993 Literaturstipendium der Stadt München
- 1995 Förderpreis des Freistaats Bayern für Literatur
- 2000 Arno-Schmidt-Stipendium
- 2000 International Prize
- 2010 Tübinger Poetik-Dozentur[39]

## Veröffentlichungen
- Das Loch. Neun Romane aus der Nachbarschaft. Erzählungen. Albrecht Knaus Verlag, München 1995, ISBN 3-813-51988-0.
- Lichtenbergs Fall. Roman. Albrecht Knaus Verlag, München 1997, ISBN 3-813-52750-6.
- Party Boy. Eine Karriere. Roman. Albrecht Knaus Verlag, München 1998, ISBN 3-8135-0098-5.
- Alles was zählt. Roman. Carl Hanser Verlag, München 2000, ISBN 3-446-19918-7.
- Im Himmel. Roman. Rowohlt Verlag, Reinbek bei Hamburg 2003, ISBN 3-498-05035-4.
- Vom Geist der Gesetze. Roman. Rowohlt Verlag, Reinbek bei Hamburg 2007, ISBN 978-3-498-05037-5.
- Wie war dein Tag, Schatz? Berichte aus dem Bürokampf. Kolumnen. Piper Verlag, München 2010, ISBN 978-3-492-25849-4.
- Aufgedrängte Bereicherung. Tübinger Poetik-Dozentur 2010. Mit Juli Zeh, hrsg. von Dorothee Kimmich und Philipp Ostrowicz. Swiridoff Verlag, Künzelsau 2011, ISBN 978-3-89929-219-0.
- Unter Feinden. Roman. Piper Verlag, München, 2012, ISBN 978-3-492-05383-9.
- 55 Gründe, Rechtsanwalt zu werden. Murmann Verlag, Hamburg, 2013, ISBN 978-3-86774-242-9.
- Wie war dein Tag, Schatz? Die Kolumnen aus der FAZ. Murmann Verlag, Hamburg, 2013, ISBN 978-3-86774-294-8.
- Alle, die du liebst. Roman. Piper Verlag, München 2017, ISBN 978-3-492-05752-3.
- Unsere Grundrechte. Welche wir haben, was sie bedeuten und wie wir sie schützen. Piper Verlag, München 2018, ISBN 978-3-492-05882-7.
- Vorleben. Roman. Piper Verlag, München 2020, ISBN 978-3-492-05567-3.
- In unseren Kreisen. Roman. Piper Verlag, München 2022, ISBN 978-3-492-05883-4.

## Filmografie
- 2011: Alles was recht ist – Sein oder Nichtsein (auch Drehbuch)
- 2013: Unter Feinden
- 2015: Zum Sterben zu früh
- 2017: Reich oder tot (auch Drehbuch)
- 2021: Alles auf Rot (auch Drehbuch)

## Hörspiel
- 2019: Guter Rat. Ringen um das Grundgesetz (WDR/DLF/BR für die Hörspielprogramme der ARD 2019)[40]